# Färjenäs IF
Färjenäs IF var en idrottsförening från Färjenäs på Hisingen i Göteborg, bildad 1929. Under åren 1973-1984 löd föreningen under namnet Götahed/Färjenäs IF efter en sammanslagning med IK Götahed men återtog därefter det ursprungliga namnet. Föreningen upplöstes efter säsongen 2012, en säsong herrlaget blev särklassig jumbo i division VI.
Herrlaget spelade sex säsonger i division III 1985-1990, säsongerna 1985-1986 innebar detta spel på tredje högsta serienivån. Föreningen hade även periodvis ett damlag i seriespel, första gången 1971 och sista gången 2009. FIF spelade sina hemmamatcher på IF Wartas Sälöfjordsplan.